# Natalla Sazanowicz
Natalla Sazanowicz (białorus. Наталля Сазановіч; ur. 15 sierpnia 1973 w Baranowiczach) – białoruska lekkoatletka, wieloboistka, medalistka Igrzysk Olimpijskich, Mistrzostw Świata i Europy.
Potencjał zawodniczki na światowym poziomie pokazała już w 1992 zdobywając złoty medal Mistrzostw Świata Juniorów w Lekkoatletyce rozegranych w Seulu. Dwukrotna zdobywczyni medali olimpijskich. Srebrny na Igrzyskach Olimpijskich w Atlancie (1996) i brązowy na Igrzyskach Olimpijskich w Sydney (2000), uczestniczyła w Igrzyskach w Atenach (2004), gdzie jednak wycofała się po 2 konkurencjach.
Na Mistrzostwach Świata w Lekkoatletyce w Edmonton zdobyła srebrny medal. Na kolejnych Mistrzostwach Świata w Lekkoatletyce w Paryżu zdobyła brąz.
W dorobku ma również dwa brązowe medale Mistrzostw Europy (Budapeszt 1998 i Monachium 2002), a także sukcesy w hali (w pięcioboju):
- złoto Halowych Mistrzostw Świata w Lekkoatletyce (Lizbona 2001)
- srebrny medal podczas Halowych Mistrzostw Świata w Lekkoatletyce (Birmingham 2003)

## Rekordy życiowe
- siedmiobój lekkoatletyczny – 6563 pkt. (1996)
- skok w dal – 6,86 (1996)
- pięciobój lekkoatletyczny (hala) – 4850 pkt. (2001) Rekord Białorusi